# 李功勤
李功勤，現任世新大學副校長，同時為該校通識教育中心教授，最高學歷為國立中正大學歷史研究所博士。李功勤的專長研究領域為民國史、海峽兩岸關係、臺灣政治史。

## 著作
- 《百年風雲：中華民國的革命、遷徙與重建》，幼獅文化，ISBN 978-9864490899
- 《臺灣政治發展史（1895年迄今）》，幼獅文化，ISBN 978-9575749255

## 軼事
- 李功勤曾於106學年度第一學期開設「生活講座」通識課，但修習該課程之學生分數普遍偏低，遂在Dcard引起熱烈討論。李透過世新校園媒體「新聞人」採訪表示，分數將全數調整，但也看出部分學生將此課程當作營養學分，令他及助教相當傷心[1]。
- 受到2019冠狀病毒病疫情及政治因素影響，中國大陸學生幾乎無法回原校完成學業，李功勤居中協調才使其得以順利返臺[2]；該群學生並贈送周用金題字之字帖予李，表示謝意[3]。